# Zwischentöne (Hörfunksendung)
Zwischentöne ist der Titel einer Sendereihe im Deutschlandfunk, die jeweils sonntags in der Zeit von 13:30 Uhr bis 15:00 Uhr ausgestrahlt wird.

## Konzept
Der Untertitel dieser Sendereihe lautet: „Musik und Fragen zur Person“. Pro Folge wird eine Persönlichkeit in einem ausführlichen Gespräch, das bis zu 70 Minuten dauert, vorgestellt. Das Hauptanliegen der Sendung ist es, dem Gast genügend Zeit und Raum zu geben, sich den Zuhörerinnen und Zuhörern ausführlich zu präsentieren. Das Besondere dabei ist, dass die jeweils eingespielten Musiktitel vom Gast selbst ausgesucht wurden. Die Gäste sind oftmals Menschen aus dem Kultur- und Geistesleben, wie Schauspieler, Autoren, Philosophen und Künstler.
Die aufgezeichneten Gespräche bleiben bis zu zwei Jahre in der Mediathek zum Audio-Herunterladen verfügbar.

## Persönlichkeiten (Auswahl)
- Michael Wolffsohn, 4. August 2024[1]
- Julia Franck, 31. März 2024[2]
- Wittus Witt, 16. April 2023[3]
- Devid Striesow, 5. März 2023[4]
- Daniela Krien, 19. Februar 2023[5]
- Antje Boetius, 29. Januar 2023[6]
- Vera Tschechowa, 9. Oktober 2022[7]
- Sibylle Lewitscharoff, 21. August 2022[8]
- Karl Rühmann, 8. Juli 2022[9]
- Sven Hanuschek, 10. April 2022[10]
- Kat Menschik, 15. August 2021[11]
- Bernd Göbel, 18. Juli 2021[12]
- Georgine Kellermann, 4. Juli 2021[13]